# 屏風浦工業
B-MAX株式会社（ビーマックス）は、神奈川県綾瀬市に本社を置く自動車部品メーカー。旧称は屏風浦工業株式会社（びょうぶがうらこうぎょう）。

## 概要
自動車メーカーからコンセプトカーや開発途中の試作段階の自動車の試作を請け負う他、生産用金型等の製造を主な業務としている。
2010年より「B-MAX」ブランドで独自のレーシングカーの開発・販売とレーシングチームを運営。また社長の組田龍司は“DRAGON”のドライバーネームで自らレースに参戦している。

## 沿革
- 1959年9月 横浜市磯子区にて組田組として創業
- 1965年6月 有限会社屏風浦工業に改組。
- 1968年9月 綾瀬市に工場を建設
- 1980年10月 株式会社に改組し本社を綾瀬市に移転
- 2017年 レース―関連事業を担当していた車両事業部をB-Max Racing株式会社として分社
- 2023年6月2日 B-MAX株式会社へ社名変更